# Luciano González Groba
Luciano González Groba, más conocido como Luciano (Porriño, España, 23 de abril de 1981) es un futbolista español. Mide 1'84m y pesa 80kg. Su demarcación en el campo suele ser de lateral derecho, aunque también puede jugar de central diestro. Actualmente es entrenador del Villalonga en Preferente Gallega

## Trayectoria deportiva
Formado en las categorías inferiores del Celta de Vigo, más de la mitad de la carrera deportiva de Luciano tiene color celeste. De la mano del Celta B disputa sus primeras temporadas en la Segunda División B en las que llega a convertirse en uno de los pilares básicos de su equipo. En la temporada 2003-04, aún enrolado en las filas del filial celeste, juega un total de 35 partidos de liga y ayuda a su equipo a clasificarse para los play-off de ascenso a la Segunda División. En esa liguilla disputa 5 de los 6 partidos.
En el verano de 2005 rechaza la oferta a la baja que le hace el Celta de Vigo y acepta la propuesta que le hace el Pontevedra Club de Fútbol. Debuta así en la Liga de Fútbol Profesional de la mano del conjunto granate. Juega un total de 25 partidos como titular y sufre dos expulsiones. En su segunda temporada en el Pontevedra CF, se hace desde el comienzo de liga (juega un total de 24 partidos como titular) con un puesto en el once titular y se convierte en uno de los jugadores más regulares del equipo, lo que provoca que reciba numerosas ofertas de otros clubes. A pesar de todo, Luciano, en un gesto de agradecimiento hacia el club, decide continuar en el equipo que le dio la oportunidad de jugar en la Segunda División. En la temporada 2006-07, la tercera como granate, alterna el lateral derecho con Asier Ormazábal y sigue mostrando una envidiable forma física propia de un profesional. Disputa un total de 17 partidos y ve 5 tarjetas amarillas. En los tres años en el Pontevedra CF en la Segunda División B disputa 3 play off de ascenso contra Sevilla Atlético, Córdoba CF y AD Ceuta.

## U.D.Salamanca
La UD Salamanca muestra interés por el jugador, que tiene todavía contrato con el Pontevedra CF. Por ello, paga 30.000€ para conseguir la carta de libertad para poder fichar por el conjunto charro en Segunda División. Sin embargo, unas molestias en el tendón rotuliano le obligaron a pasar por el quirófano y evitaron que pudiera disputar sus primeros minutos con la UD Salamanca en Segunda. En el mercado de invierno, ambas partes deciden que lo mejor es que busque una cesión en otro equipo y tras este acuerdo, Luciano llega a un acuerdo con el Pontevedra CF para jugar hasta final de temporada en su exequipo en calidad de cedido. Durante la temporada 2008-09, Luciano vuelve a la UD Salamanca.

## Polideportivo Ejido
En la temporada 2009/10 firma en el Polideportivo Ejido. Importante aportación para el equipo sobre todo en la salida de balón. A pesar de los problemas económicos del club arrastrados durante todo el año y que posteriormente desembocaría en su desaparición, logran clasificarse para el play off de ascenso a Segunda División quedando eliminados por el Barcelona B (Ida 3-3, Vuelta 1-1) que asciende de categoría. 

## Real Murcia
Con la gran temporada realizada en el Club Polideportivo Ejido firma por el Real Murcia, con el objetivo de conseguir el ascenso a Segunda División. Tras quedar campeones de liga y ser un jugador importante en el equipo, consigue el ascenso eliminando al CD Lugo (Ida 2-0, Vuelta 1-0).
En la vuelta a la Segunda División, a pesar de no contar con la confianza de los técnicos, decidió continuar en el equipo y demostrar su valía disputando como titular los últimos partidos fundamentales para conseguir la permanencia en la categoría.

## Deportivo Alavés
El 12 de julio de 2012 se hace oficial el fichaje del jugador por el Deportivo Alavés para la temporada 2012–13. En esta temporada, el equipo logra el ascenso a la Segunda División y gracias al buen papel desempeñado en esta temporada, el club decide renovarle para su andadura en la categoría profesional.

## Clubes
| Club                      | País                | Año                 | Partidos Totales | Goles Totales |
| ------------------------- | ------------------- | ------------------- | ---------------- | ------------- |
| Celta de Vigo B           | España              | 2001-2004           | 112              | 6             |
| Pontevedra C. F.          | España              | 2004-2007           | 75               | 0             |
| Unión Deportiva Salamanca | España              | 2007                | 0                | 0             |
| Pontevedra C. F.          | España              | 2008                | 9                | 0             |
| Unión Deportiva Salamanca | España              | 2008-2009           | 16               | 0             |
| Polideportivo Ejido       | España              | 2009-2010           | 27               | 0             |
| Real Murcia               | España              | 2010-2012           | 38               | 0             |
| Deportivo Alavés          | España              | 2012-2014           | 57               | 1             |
| Coruxo Fútbol Club        | España              | 2013-2015           | 13               | 0             |
| Total en su carrera       | Total en su carrera | Total en su carrera | 335              | 7             |

Incluye partidos en 2ª, 2ªB, Copa del Rey y Promoción ascenso a 2ª.

## Palmarés

### Campeonatos nacionales
| Título                     | Club             | País   | Año       |
| -------------------------- | ---------------- | ------ | --------- |
| Copa Federación            | Celta de Vigo B  | España | 2001-2002 |
| Segunda División B         | Pontevedra C. F. | España | 2006-2007 |
| Segunda División B         | Real Murcia      | España | 2010-2011 |
| Segunda División B         | Deportivo Alavés | España | 2012-2013 |
| Preferente                 | Villalonga FC    | España | 2023-2024 |
| Copa II Rías Baixas Futgal | Villalonga FC    | España | 2023-2024 |